# Litauens bank
Litauens bank (Litauisk: Lietuvos bankas) er centralbanken i Litauen. 
Centralbankchef er pr 16. april 2011 Vitas Vasiliauskas. 

## Historie
Banken har sine rødder tilbage i 1768, da Litauen og Polen var i union. Seimasen (Litauens parlament) etablerede dengang en nationalbank for at udstede penge, denne bank fik navnet «Bank Polski i Litewski». Arbejdet med denne bank startede i 1792, men blev ikke fuldført. Litauen blev delt mellem Rusland og Preussen i 1795, og ophørte med at eksistere som selvstændig stat i over et århundrede. 
Efter sin uafhængighed fra Rusland i 1918 gik der nogle år før Litauen fik sin egen centralbank, og de brugte valuta fra flere forskellige lande. De måtte opbygge pengesystemet fra bunden, og de etablerede en aftale med den tyske bank «Darlehnkasse Ost» om at bruge tyske mark indtil deres egen valuta var på plads. Imidlertid fik Tyskland i 1922 hyperinflation, og papirmarken mistede sin værdi (erstattet i 1923 af rentemarken). Dette gjorde at Seimasen vedtog en centralbanklov og en lov om en ny valuta. 
Dermed havde Litauen deres egen centralbank (operativ fra oktober 1922) og deres egen valuta (indført 2. oktober). Den første centralbankchef var professor Vladas Jurgutis. Bankens hovedopgaver var i starten at udstede valuta, regulere omsætningen og flytningen af valuta, og sikre et stabilt pengesystem. 
I 1940 blev Litauen okkuperet af Sovjetunionen, dermed blev centralbanken en del af det sovjetiske banksystem. 
I forbindelse med at de erklærede sig uafhængig fra Sovjetunionen 11. marts 1990 blev centralbanken etableret på ny(etableret 1. marts), og litaen genindført. Den første produktion af penge blev udført i udlandet; 31. oktober 1991 kom den første forsendelsen af mynter fra Storbritannien, og 29. november kom den første forsendelsen af sedler fra USA. 
I dag er banken selvstændig i forhold til regeringen, og stræber i hovedprincippet efter en lav og stabil inflation. Centralbankstyret består af en leder, to visechefer og to medlemmer, og under sig har de 11 faglig orienterede divisioner og 5 stabsfunktioner. I tillæg har de afdelingskontorer i Kaunas og Klaipeda. 

## Euro
Siden Litauen er medlem af EU, er også centralbanken medlem af ESCB – Det Europæiske System af Centralbanker og Eurosamarbejdet. På denne måde har banken indflydelse på pengepolitikken og den økonomiske politik i både Litauen og EU.

## Eksterne links
- Officiel hjemmeside Arkiveret 18. september 2004 hos  Wayback Machine

54°41′10″N 25°17′00″Ø / 54.6861°N 25.2833°Ø